# 乾清门
39°55′09″N 116°23′49″E / 39.919229°N 116.396953°E
乾清門（穆麟德轉寫：kiyan cing men）是北京故宫内廷正门，过此门方见乾清宮，因乾清宮而得名。

## 历史

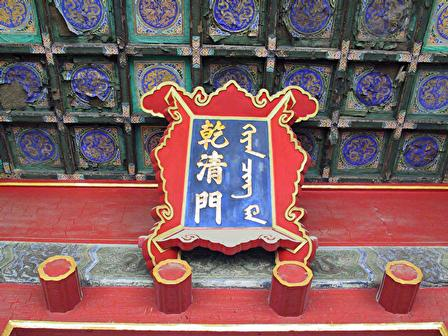
乾清门牌匾：左为汉文，右为满文

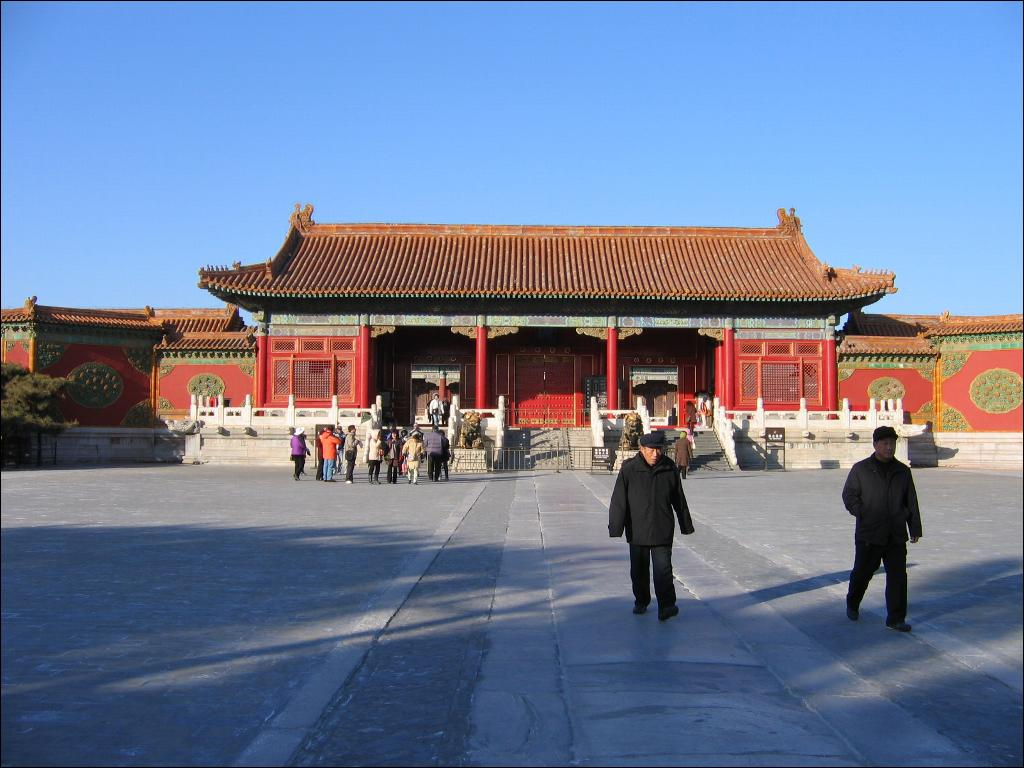
2008年的乾清门

乾清门，始建于明朝永乐十八年（1420年），清朝顺治十二年（1655年）重修。在清朝，这里是皇帝“御门听政”的地方。
“御门听政”由太和門改在乾清门的惯例始于顺治帝。御门听政一般在早上8点开始。听政时皇帝坐在乾清门内的临时座位上，前来奏事的官员跪在门口向皇帝报告，然后皇帝作出决定，称为“降旨”。奏事完毕后，大臣从东面的台阶退下。然后轮到下一位官员上前。
在清朝皇帝中，康熙帝是采用这种形式处理政事中最为勤奋的一个。在位期间，他除了春夏秋到畅春园和避暑山庄“避喧聽政”及木蘭秋獮的时间外，居住在紫禁城的時間扣除冬月几乎天天到乾清门听政。直到他年老，大臣们劝他保重身体他依然如故。康熙作出的不少重大决定都是在乾清门听政时决定的。雍正、乾隆以后，改在園明三園“避喧聽政”的時間多了，清帝居住在紫禁城的時間不多，听政次数也日益稀疏。到咸丰帝的时候听政活动结束。
除了“御门听政”之外，乾清门还是清朝斋戒、请宝接宝等典礼仪式的举行场所。
2013年，故宫博物院完成第一期乾清门广场西侧地面翻墁工程，2014年完成了第二期乾清门广场东侧地面翻墁工程，使乾清门广场的现代水泥地砖全部更换成传统的大城砖半砖直柳叶地面，并且更换全部建筑散水传统陡板砖，以恢复乾清门广场的历史原貌。在此次施工中，故宫博物院首次开展了技艺操作展示，施工范围周围采用可透视围挡，使观众可以参观施工过程。
乾清门外的东侧庐房，曾设有星巴克分店。但2007年1月芮成钢在一篇博文中将这家星巴克分店称作“西方不登大雅之堂的饮食文化的代表符号”，认为这是西方文化对中华民族文化的入侵。此文引发舆论关注，最终星巴克不得不撤出故宫。此后东侧庐房被故宫博物院辟为商店。

## 建筑
乾清门在保和殿后面，乾清门广场以北。乾清门广场是一个东西长、南北窄的矩形广场。广场西面是隆宗门，东面是景运门。这个小广场是故宫外朝和内廷的分界：广场北面，包括乾清宫在内的三宫六院被视为内廷；广场以南，三大殿加上文华殿、武英殿就是外朝。
乾清门面阔5间，进深3间，高约16米，单檐歇山顶，汉白玉须弥座高1.5米，周围环以雕石栏杆，门前左右各有一只鎏金铜狮。门前为三出三阶，中间是御路石。乾清门中开三门，门扉设在后檐。两梢间是青砖槛墙，安有方格窗。檐下施有单昂三踩斗栱，绘有金龙和玺彩画。门两侧设有八字琉璃影壁，高8米，长9.7米，壁心和岔角饰有琉璃花。门内有高台甬路通往乾清宫月台。
顺治帝决定在乾清门“御门听政”后不久，他下令在景运门盖起一排房屋，作为上朝官员待漏的地方，并拆掉明朝时建在午门东西两侧的对应建筑。到了乾隆十二年（1747年），乾隆帝又新建了一些建筑。这包括在乾清门外东侧内左门以东，坐北向南的庐房面阔十二间，进深两间，自西向东分别为：外奏事处、散秩大臣值班处、文武大臣奏事待漏处。对面周庐五间，是宗室王公奏事待漏处，其西侧还有一座井亭。乾清门外西侧内右门以西，坐北向南的庐房面阔十二间，进深两间，自东向西分别为：侍卫值宿房、军机处大臣值房、内务府大臣办事处。对面周庐五间则是军机章京值房，其东侧还有一座井亭。

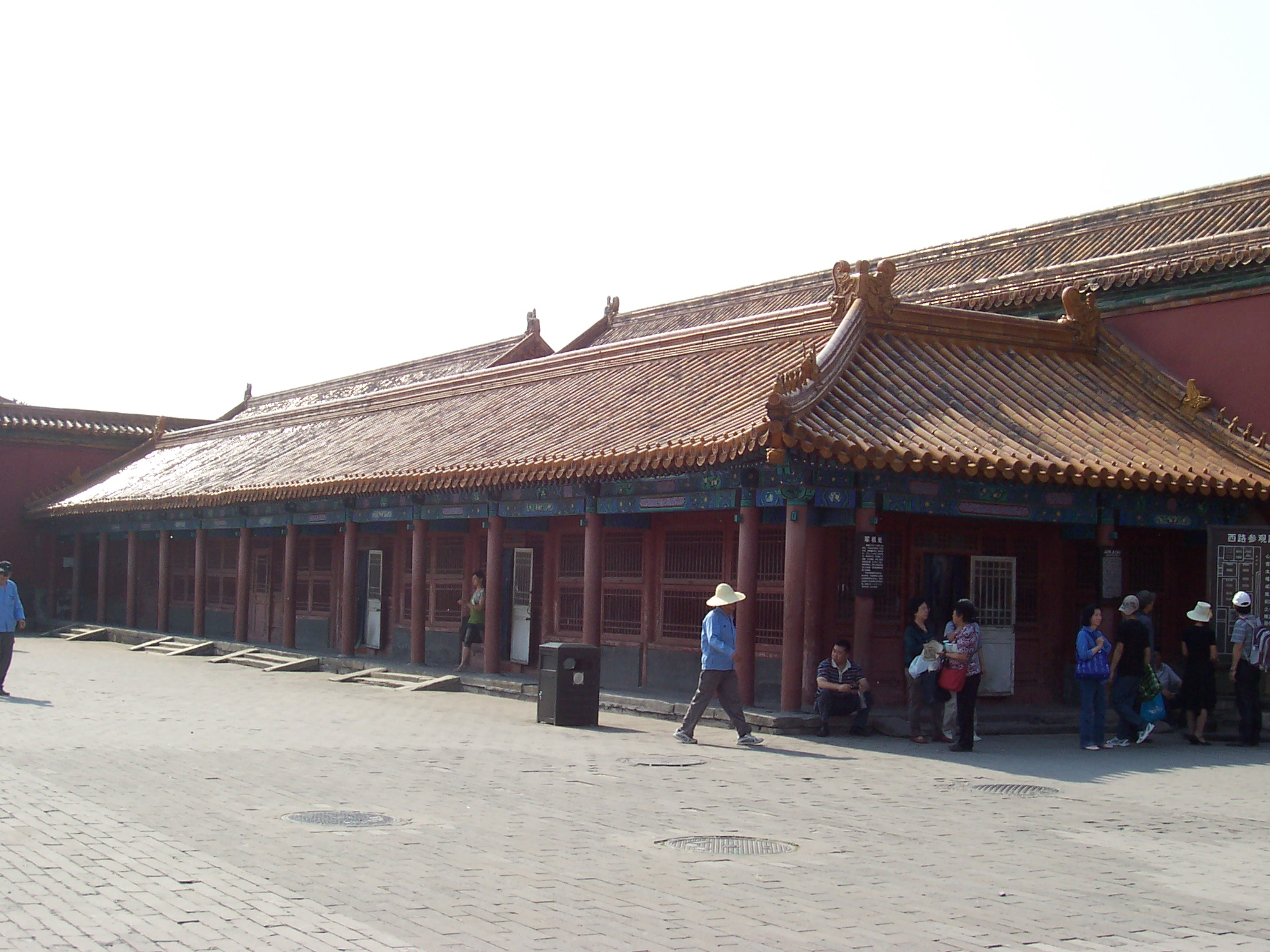
西侧庐房十二间，自东向西分别为：侍卫值宿房（东四间）、军机处大臣值房（中四间）、内务府大臣办事处（西四间）。现东四间的原侍卫值宿房内设有“军机处史料展”，中四间的军机处大臣值房为原状陈列。
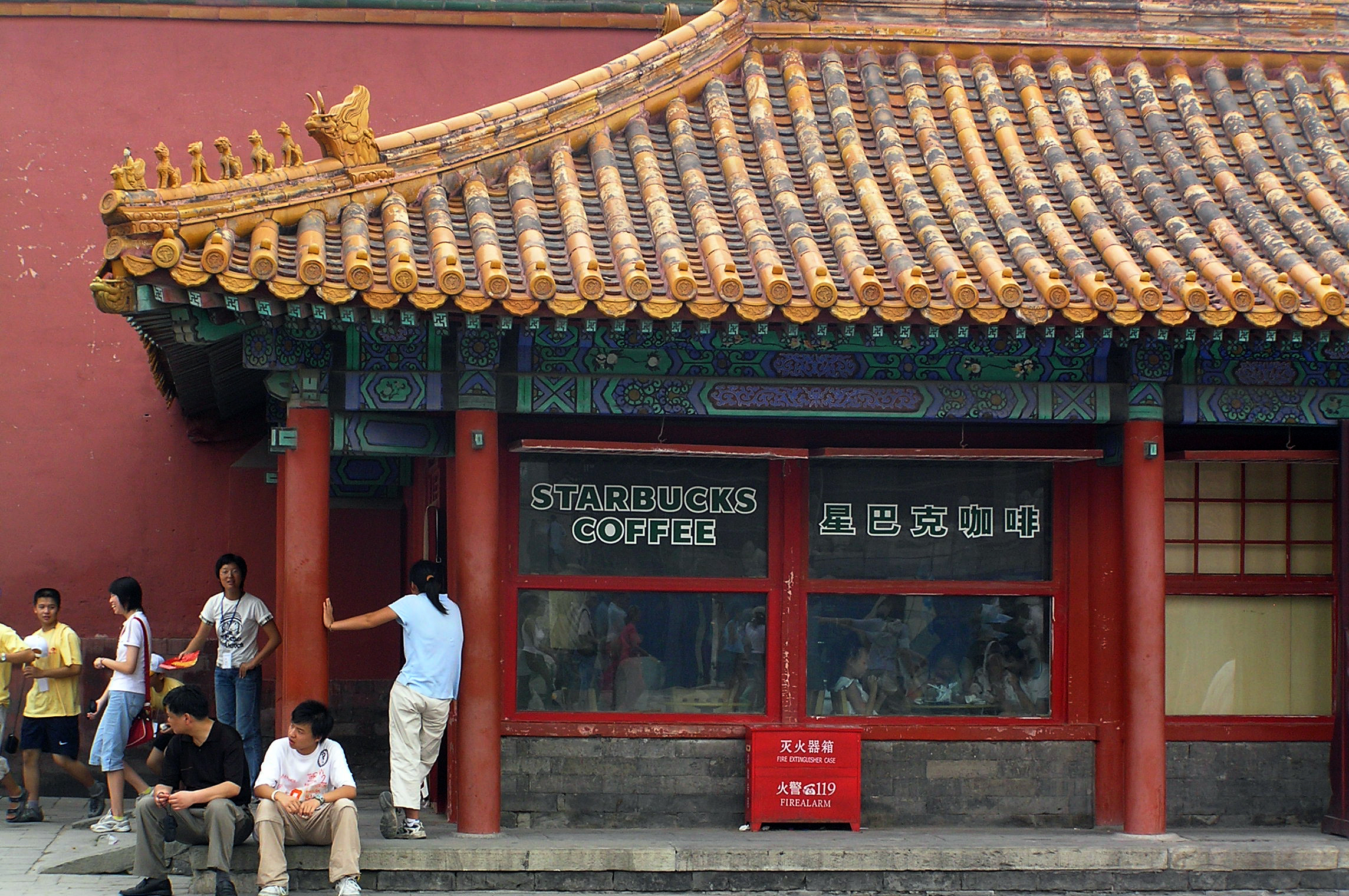
东侧庐房十二间，自西向东分别为：外奏事处（西四间）、散秩大臣值班处（中四间）、文武大臣奏事待漏处（东四间）。现设为商店。
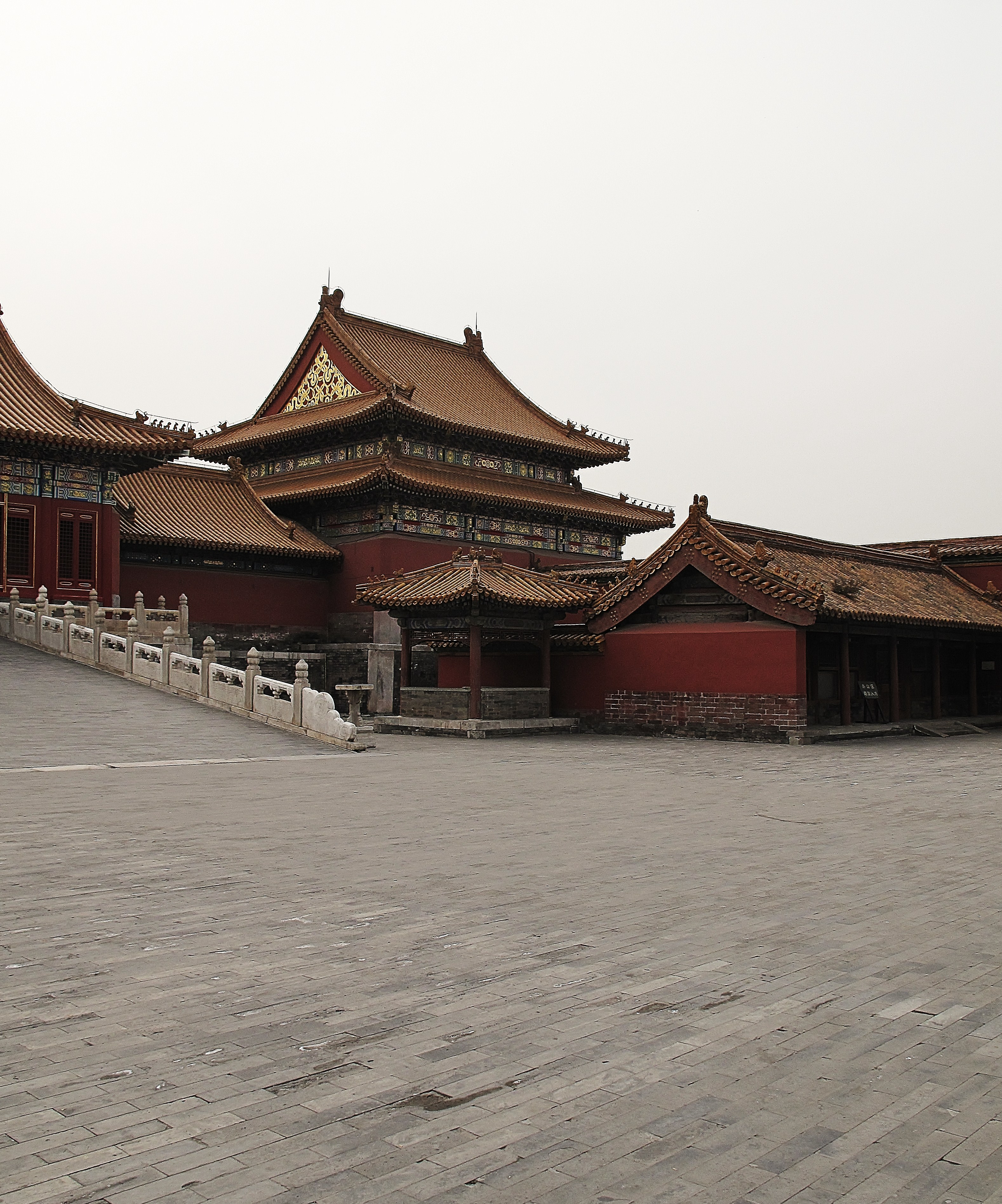
西南侧周庐五间，为军机章京值房，其东侧还有一座井亭。
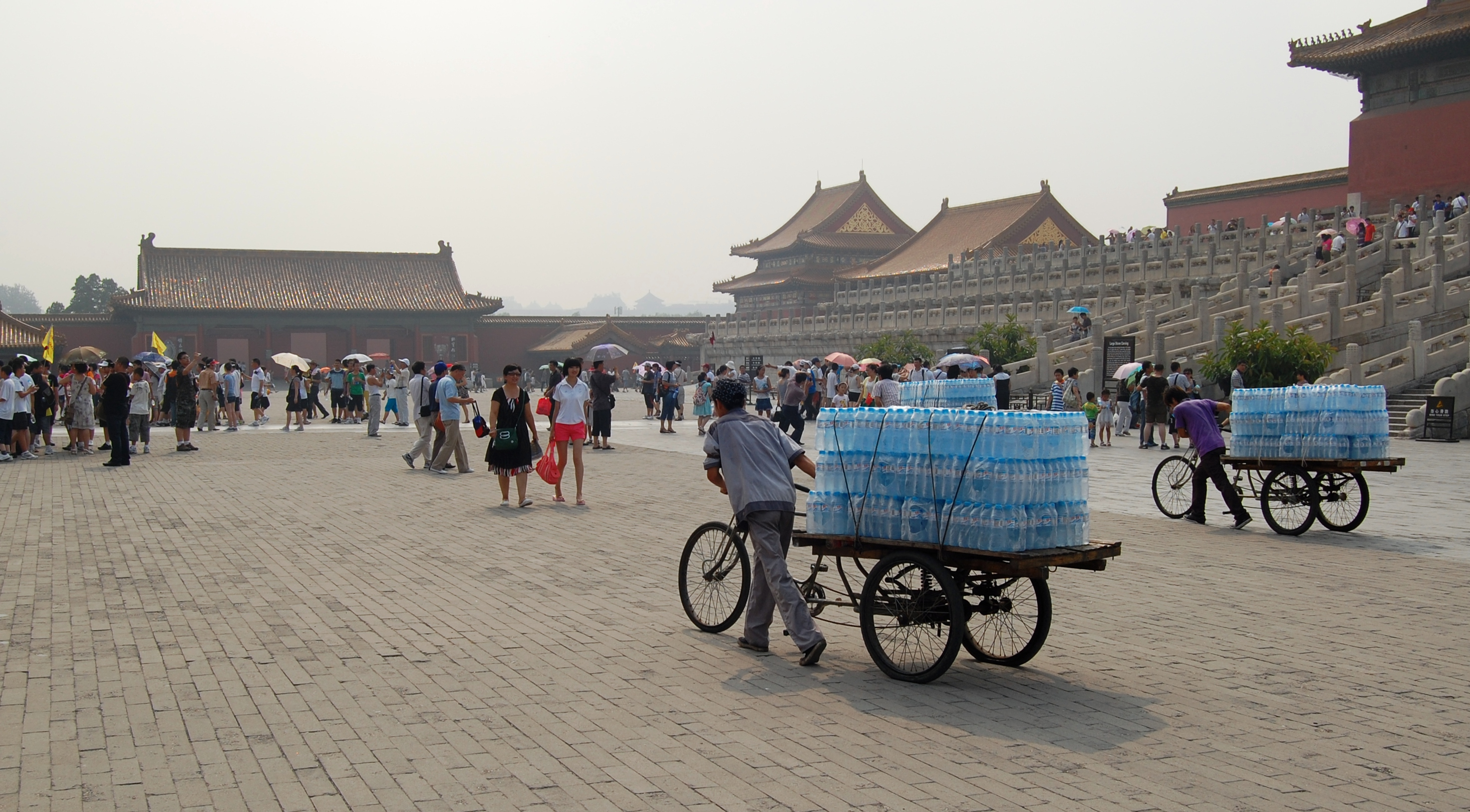
乾清门前广场。远处为东南侧周庐五间，为宗室王公奏事待漏处。现为广播室。其西侧还有一座井亭。
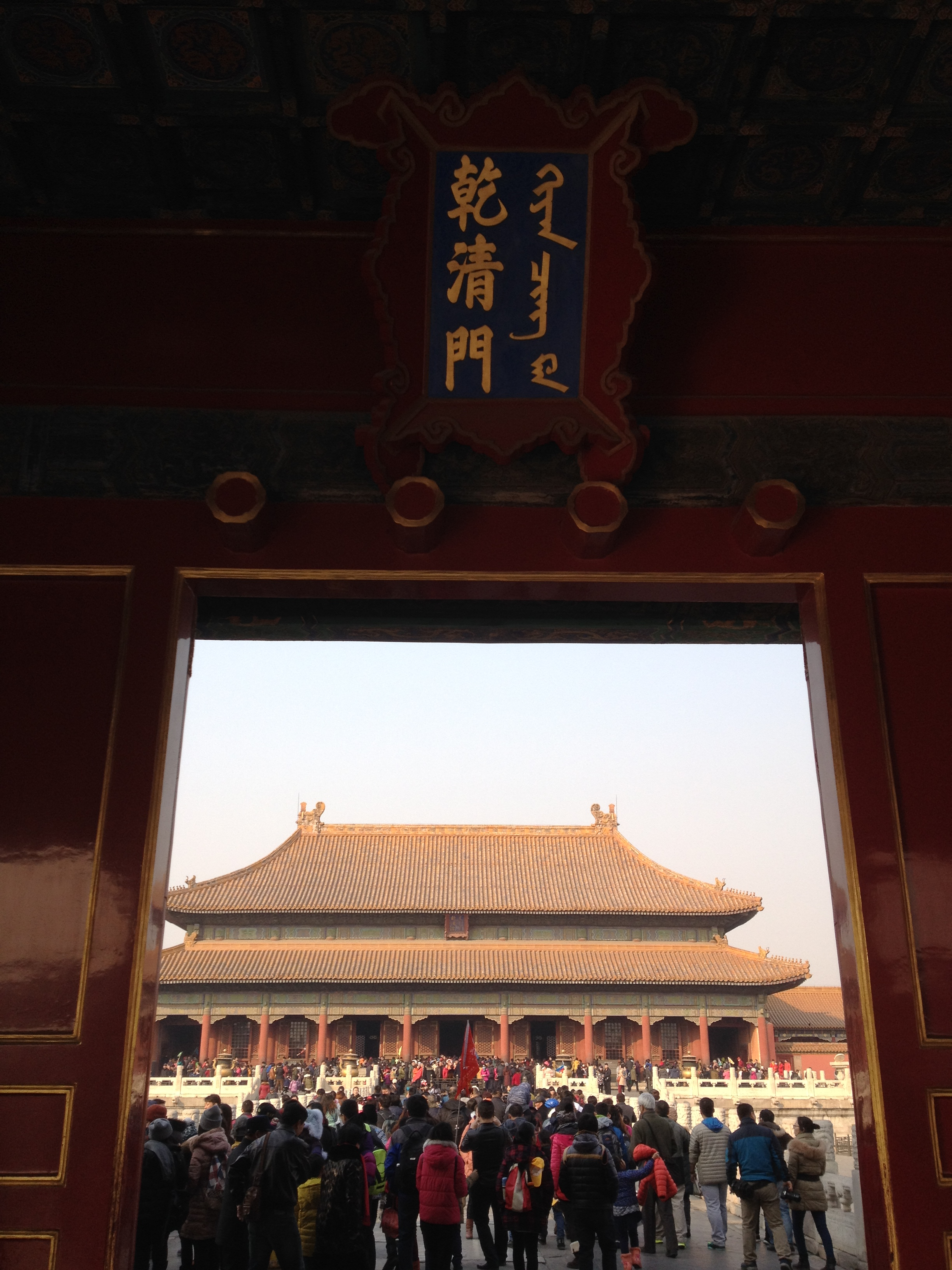
从乾清门前可以看到整个乾清宫
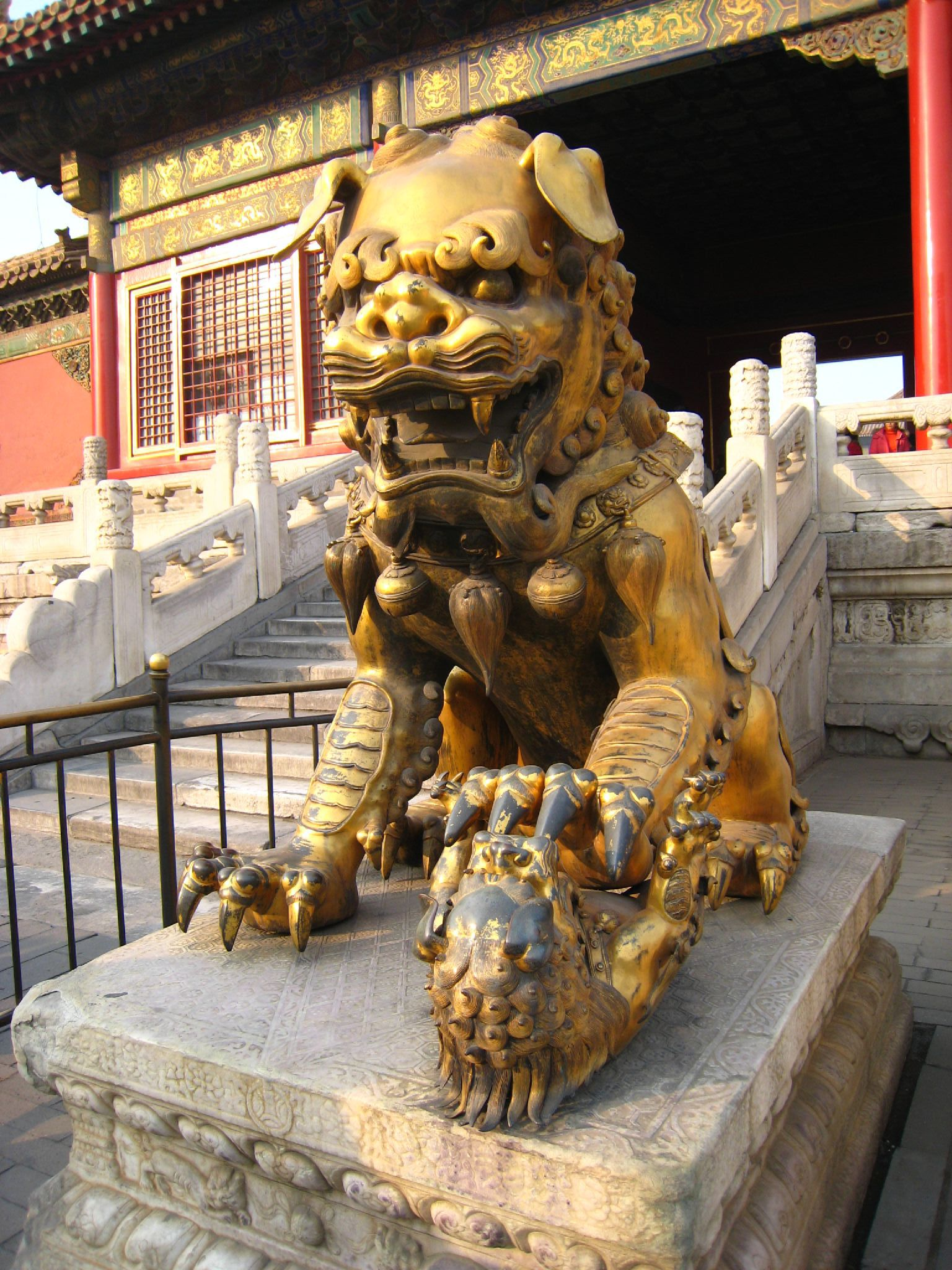
乾清门前西侧的鎏金铜狮
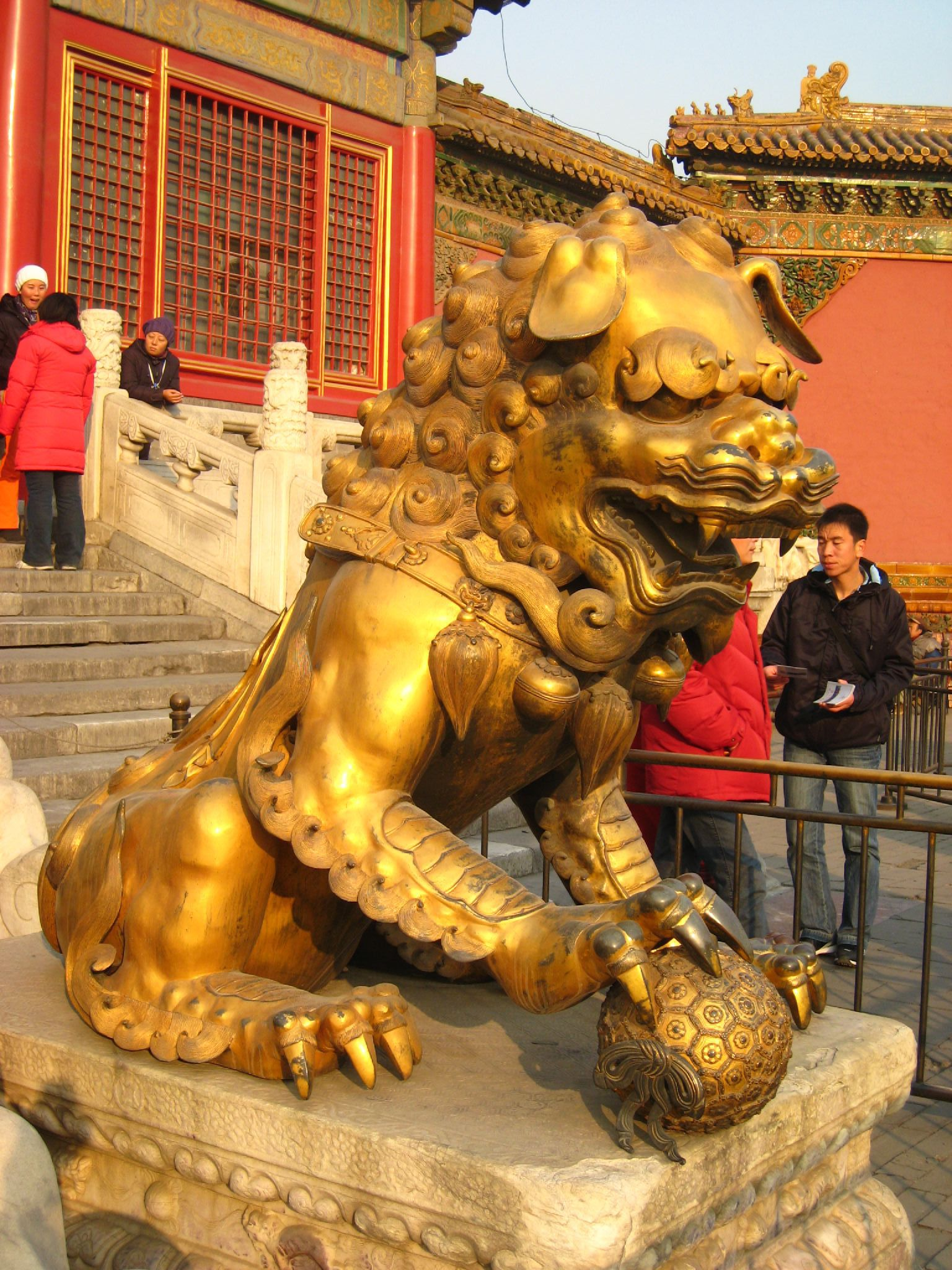
乾清门前东侧的鎏金铜狮
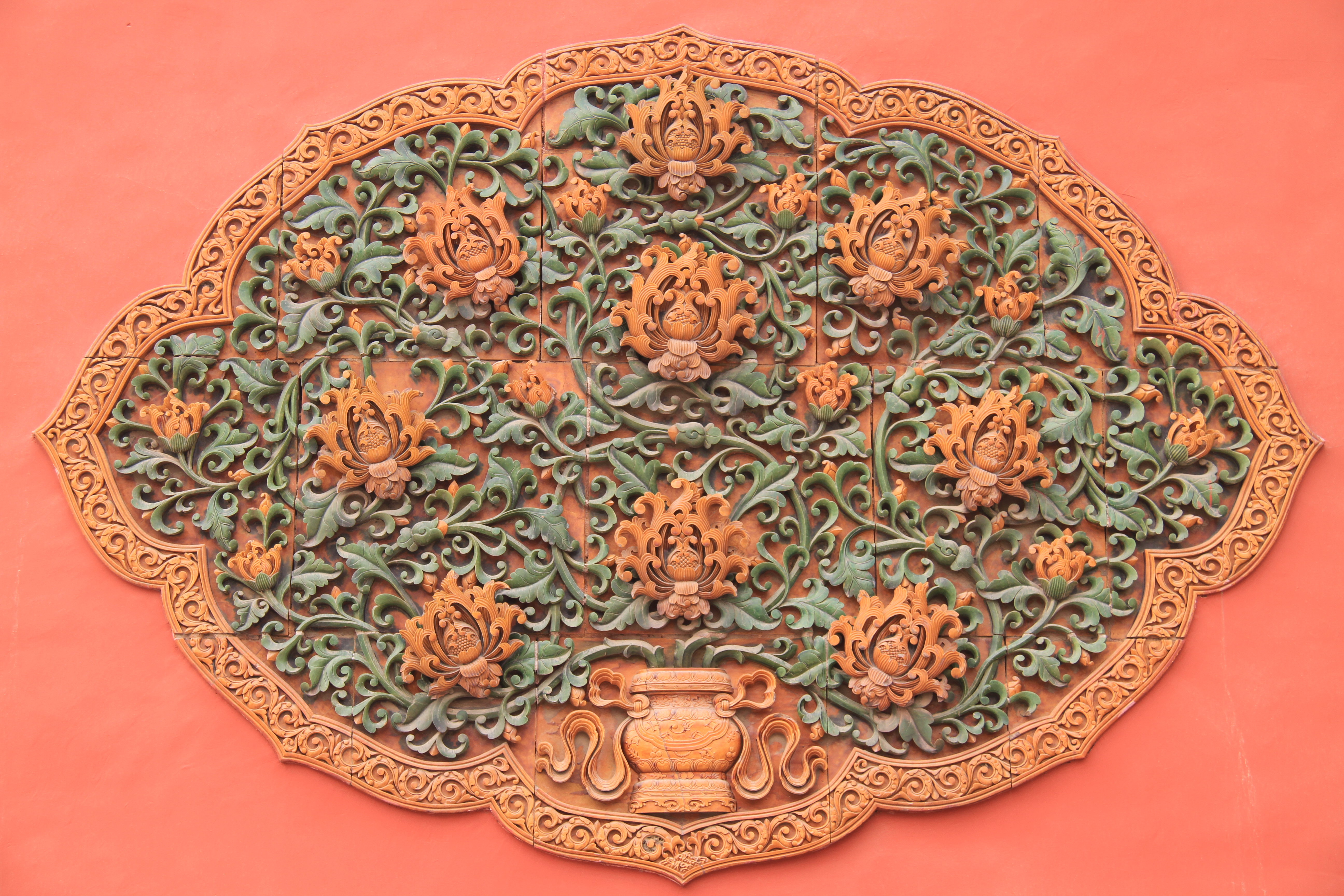
乾清门两侧八字琉璃影壁壁心饰有琉璃花
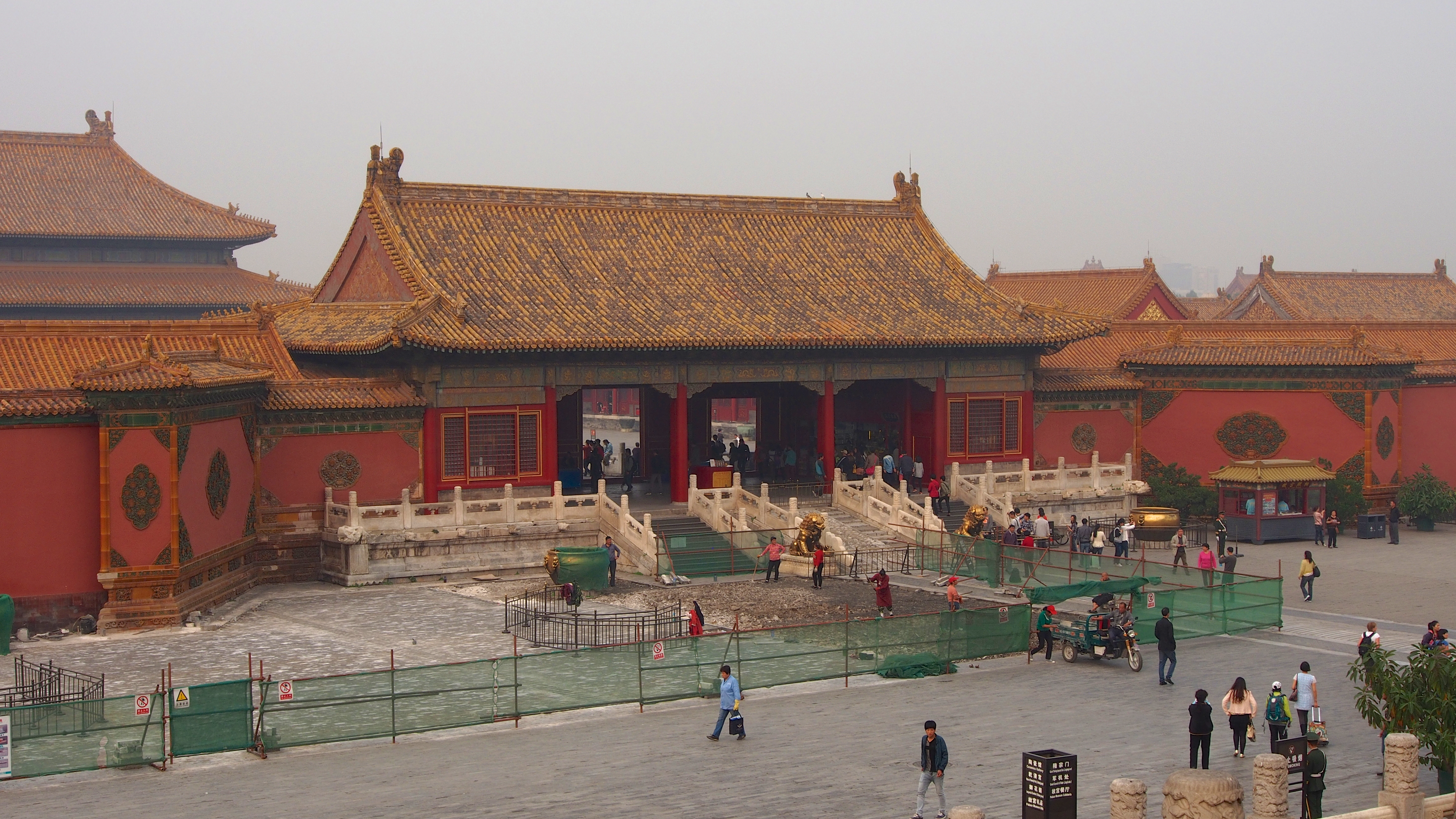
2013年乾清门广场西侧地面翻墁工程中，周边采用可透视围挡，进行技艺操作展示
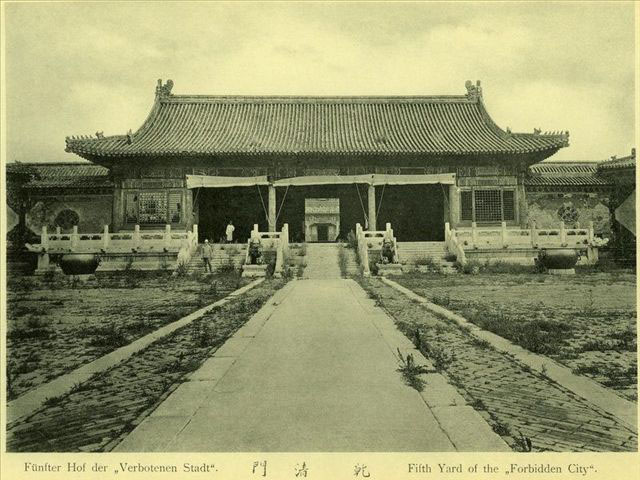
1900年的乾清门